# Max Burgin
Max Burgin (* 20. Mai 2002 in Halifax) ist ein britischer Leichtathlet, der sich auf den Mittelstreckenlauf spezialisiert hat.

## Sportliche Laufbahn
Erste Erfahrungen bei internationalen Meisterschaften sammelte Max Burgin im Jahr 2018, als er bei den U18-Europameisterschaften in Győr in 1:47,36 min die Goldmedaille im 800-Meter-Lauf gewann. 2021 siegte er in 1:44,14 min beim Ostrava Golden Spike und im Jahr darauf in 1:43,52 min bei den Paavo Nurmi Games. 2023 erreichte er bei den Weltmeisterschaften in Budapest das Halbfinale und schied dort mit 1:47,60 min aus. Im Jahr darauf belegte er bei den Olympischen Sommerspielen in Paris in 1:43,84 min im Finale den achten Platz.
2022 wurde Burgin britischer Meister im 800-Meter-Lauf.

## Persönliche Bestzeiten
- 800 Meter: 1:43,50 min, 9. August 2024 in Paris
- 1500 Meter: 3:47,70 min, 24. Juli 2018 in Stretford